# Кожино (Кашинский район)
Кожино — деревня в Кашинском городском округе Тверской области России. 

## География
Деревня находится на берегу реки Кашинка в 14 км на северо-запад от города Кашина.
Ошибка! Родился в месте, которое сейчас называется урочище кожино, там правда есть церковь и живет одна матушка. Но местонахождение иное. На берегу р. Кашинка к югу от г. Кашина. Координаты   57.291735, 37.695130.

## История
В 1747 году в селе была построена каменная Христорождественская церковь с 3 престолами. 
В конце XIX — начале XX века село входило в состав Ванчуговской волости Кашинского уезда Тверской губернии. 
С 1929 года деревня входила в состав Лобковского сельсовета Кашинского района Кимрского округа Московской области, с 1935 года — в составе Калининской области, с 1994 года — в составе Лобковского сельского округа, с 2005 года — в составе Давыдовского сельского поселения, с 2018 года — в составе Кашинского городского округа.

## Население
| 1859 | 2002 | 2010 |
| ---- | ---- | ---- |
| 100  | ↘4   | ↘1   |

## Достопримечательности
В деревне расположена руинированная Церковь Рождества Христова (1747).